# Frugtkunst
Frugt- og grøntsagskunst er en tradition, som stammer fra Asien. Der er tvivl om, hvorvidt kunsten blev opfundet i Thailand, Kina eller i Japan. Oftest bliver frugterne/grøntsagerne skåret ud til at ligne dekorative blomster eller fugle, men det er kun fantasien, som sætter grænser. De udskårne frugter bruges både som pynt og føde. Siden midten af det 20. århundrede spredte kunsten sig fra Thailand til resten af verdenen. Det er oftest frugter og grøntsager med fast kød, som bliver anvendt til formålet. Der kan drages paralleller til udskæringen af græskarhoveder.